# 田中克典
田中 克典（たなか かつのり、1987年8月12日 - ）は、日本中央競馬会（JRA）・栗東トレーニングセンターの元騎手、現調教師。
福岡県出身。妻はフリーアナウンサーの矢作麗、矢作芳人は義父。

## 来歴
2003年4月にJRA競馬学校へ22期生として入学。同期には北村友一、田中博康、田村太雅、千葉直人、船曳文士、的場勇人、黛弘人がいる。
2006年に競馬学校を卒業し、3月から栗東の山内研二厩舎所属の騎手としてデビューする。学校卒業時には騎乗技術優秀者に贈られる「アイルランド大使特別賞」を受賞している。3月5日の1回中京競馬2日目第6Rでシルクゲイナー（16頭立て3番人気）に騎乗し初騎乗から7戦目で初勝利する。2008年10月からフリーとなり同年は自己最多の15勝を挙げ、阪神ジュベナイルフィリーズではチャームポットに騎乗しG1初騎乗を果たした。
2010年と2011年は僅か1勝しか挙げることができず2012年2月29日付けで騎手を引退し、西園正都厩舎の調教助手に転向した。最終騎乗は2月25日の阪神競馬第3Rのテイエムチャンスで3着だった。
2019年12月5日にJRA調教師免許試験に5度目の挑戦で合格したことが発表された。2020年1月から免許が交付され、2021年3月に栗東トレセンで厩舎を開業した。
2024年1月6日に行われた中山金杯でリカンカブールが勝利し、開業4年目で重賞初制覇となった。

## 騎手成績
|      | 1着 | 2着 | 3着 | 騎乗数 | 勝率 | 連対率 |
| ---- | --- | --- | --- | ------ | ---- | ------ |
| 平地 | 41  | 66  | 82  | 1507   | .027 | .071   |
| 計   | 41  | 66  | 82  | 1507   | .027 | .071   |

|            | 日付           | 競馬場・開催    | 競走名                     | 馬名               | 頭数 | 人気 | 着順 |
| ---------- | -------------- | --------------- | -------------------------- | ------------------ | ---- | ---- | ---- |
| 初騎乗     | 2006年3月4日   | 1回中京1日目1R  | 3歳未勝利                  | コウエイチャレンジ | 13頭 | 13   | 12着 |
| 初勝利     | 2006年3月5日   | 1回中京2日目6R  | 4歳以上500万下             | シルクゲイナー     | 16頭 | 3    | 1着  |
| 重賞初騎乗 | 2006年5月6日   | 1回新潟3日目11R | 新潟大賞典                 | エリモシャルマン   | 16頭 | 16   | 16着 |
| GI初騎乗   | 2008年12月14日 | 5回阪神4日目11R | 阪神ジュベナイルフィリーズ | チャームポット     | 18頭 | 15   | 13着 |

## 調教師成績

### 概要
|            | 日付          | 競馬場・開催  | 競走名               | 馬名             | 頭数 | 人気 | 着順 |
| ---------- | ------------- | ------------- | -------------------- | ---------------- | ---- | ---- | ---- |
| 初出走     | 2021年3月14日 | 2回中京2日2R  | 3歳未勝利            | バジェットライン | 9頭  | 5    | 5着  |
| 初勝利     | 2021年3月14日 | 2回中京2日7R  | 4歳以上1勝クラス     | ロッシュローブ   | 14頭 | 7    | 1着  |
| 重賞初出走 | 2021年6月20日 | 3回阪神2日11R | マーメイドステークス | キングスタイル   | 16頭 | 14   | 9着  |
| 重賞初勝利 | 2024年1月6日  | 1回中山1日11R | 中山金杯             | リカンカブール   | 17頭 | 5    | 1着  |
| GI初出走   | 2022年4月10日 | 2回阪神6日11R | 桜花賞               | ピンハイ         | 18頭 | 13   | 5着  |

## 主な管理馬
- リカンカブール（2024年中山金杯）